# 近藤信輔
近藤 信輔（こんどう しんすけ、1983年9月8日 -）は、日本の漫画家。埼玉県鴻巣市出身。

## 来歴
埼玉県立熊谷高等学校を経て、早稲田大学卒業。
大学時代には「早稲田大学漫画研究会」やサークル「WSMK」に所属していた。
当初はギャグ漫画家を志し、ジャンプ系漫画新人賞にギャグ漫画を投稿する。しかし、第63回（2005年下半期）赤塚賞「麗!!柔道五人娘。」、第64回（2006年上半期）赤塚賞「ローリング男衆」、第43回（2006年10月期）ジャンプ十二傑新人漫画賞（審査員：久保帯人）「STEEL BULLET RUN -別にアメリカ大陸横断とかしません-」といずれも最終候補どまりだった。そのためストーリー漫画の原作志望に転向する。ストキン炎で2007年に「JUDOES」でネーム部門炎努力賞、2008年に「THE KILLING WAY」でネーム部門炎努力賞を受賞する。
その後、サラリーマンをやりながら柔道漫画の原作担当を目指しネームを描き続ける。しかし2010年秋頃、代理原稿候補になった近藤による過去のギャグ漫画『御奉死!! 滅威怒流（ごほうし めいどりゅう）』が『週刊少年ジャンプ』副編集長（当時）の矢作康介に評価される。これをきっかけに近藤は再びギャグ漫画を描き始めるようになる。
2011年春、東日本大震災や仕事・漫画などのことでストレスが溜り、「頭がパーン」となってギャグ漫画の読切を一気に30作品も書き上げた。その中で担当編集者が唯一評価したショートギャグ版『伊達先輩』をもとにバスケットボール漫画の増刊版『烈!!!伊達先パイ』を描き上げ、『少年ジャンプNEXT!』（集英社）2011 SUMMERに掲載。デビューを果たす。
『週刊少年ジャンプ』（集英社）に読切掲載が決まったころ、上司から異動を言い渡された。異動先が残業の多い部署で漫画を描くどころではなくなると思い、その場で「漫画家を目指すので会社辞めます」と頭を下げ、2012年3月に退職した。『週刊少年ジャンプ』2012年10号に本誌読切版「烈!!!伊達先パイ」を掲載。この読切をもとに『週刊少年ジャンプ』2012年41号から2013年10号まで『烈!!!伊達先パイ』を初連載する。
『ジャンプLIVE』（集英社）2号にて読切版「ジュウドウズ」（前後編）を掲載。これをもとに『週刊少年ジャンプ』2014年41号から2015年8号まで『ジュウドウズ』を連載する。『少年ジャンプ+』（集英社）2015年3月29日と4月5日に本誌連載版の過去を描いた『ジュウドウズ外伝 柔も轟に』を短期連載する。
これ以後はネームを執筆してはボツをもらう繰り返しとなり、2018年夏には『忍者と極道』の原型となる作品を『少年ジャンプ+』連載会議に提出するが掲載には至らなかった。直後、10数年間にわたり活動した集英社を離れ講談社へ『忍者と極道』の持ち込みを行い、約半年後の2019年2月に同作の連載決定が告知された（以後の経過に関しては『忍者と極道』のページを参照されたい）。
2020年より『コミックDAYS』（講談社）にて『忍者と極道』を週一回ペースで連載開始するが、2022年1月末より約3ヶ月休載、以後は隔週ペースでの連載となっている。

## 人物
好きなアーティストにGEEKSを挙げている
喫煙者。

## 作品リスト

### 漫画作品

#### 連載
- 烈!!!伊達先パイ（『週刊少年ジャンプ』2012年41号[7] - 2013年10号[8]） - 連載版のギャグ漫画。
- ジュウドウズ（『週刊少年ジャンプ』2014年41号[9] - 2015年8号） - 連載版
  - 外伝（『少年ジャンプ+』2015年3月29日 - 4月5日）
- 忍者と極道（『コミックDAYS』2020年1月20日 - 連載中）

#### 読み切り
- 烈!!!伊達先パイ（『少年ジャンプNEXT!』2011 SUMMER） - 増刊読切版のバスケットボール漫画。デビュー作。
- 烈!!!伊達先パイ（『週刊少年ジャンプ』2012年10号） - 本誌読切版のギャグ漫画。センターカラー27P。
- ジュウドウズ（『ジャンプLIVE』2号） - 読切版。
- しのびや屈（かまり）（『少年ジャンプNEXT!!』2015 vol.6[17]）

### 書籍
- 『烈!!!伊達先パイ』、集英社〈ジャンプ コミックス〉2013年、全2巻
- 『ジュウドウズ』、集英社〈ジャンプ コミックス〉2015年、全3巻
- 『忍者と極道』、講談社〈モーニングKC〉2020年 - 、既刊15巻（2025年5月14日現在）

### その他
- QUIRKY HIGH SCHOOL（GEEKSの楽曲、2015年）ジャケット画[18]

## 活動
2020年10月24日、『忍者と極道』の魅力を解説するトークイベント「マンガのダバナシ6：『忍者と極道』大解剖!」をZoomで開催。鈴木健也とgo!go!vanillasの長谷川プリティ敬祐も出演した。

## 関連人物
アシスタント
- 長谷川智広 - 当時大学生。読切時代から『烈!!!伊達先パイ』のファン。『ジュウドウズ』連載時にはヘルプスタッフとして臨時参加。
- 屋宜知宏 - 近藤は「初期『伊達先パイ』を支えてくれた」と述べている。『ジュウドウズ』連載時にはヘルプスタッフとして臨時参加。
- 川口幸範 -『ジュウドウズ』に参加。近藤は「精神的支柱」と述べている。

担当編集者
1. 浅田
2. 斎藤 - 『ジュウドウズ』を連載開始から終了まで担当。

漫画家
- 水龍敬 - 学生時代の同級生。

その他
- 秋葉正志 - ロックバンド、ザ・ビートモーターズのギターボーカル。高校の同級生。『烈!!!伊達先パイ』の主人公・伊達まさし、『忍者と極道』に登場する璃刃壊左の名前の元ネタ。